# 龚家湾街道
龚家湾街道，是中华人民共和国甘肃省兰州市七里河区下辖的一个乡镇级行政单位。

## 行政区划
龚家湾街道下辖以下地区：
龚家湾社区、龚家坪西路社区、龚家坪东路社区、电机厂社区、民乐路社区和武山路社区。